# 壶瓶山
壶瓶山是中国湖南省常德市石门县境内的一座山，因山顶四周高、中间低而得名。:202:195:219壶瓶山是湖南湖北二省的界山，其最高峰海拔2098.7米，是湖南省的第二高峰（湖南省最高峰为酃峰，海拔2115.2米）。:202

## 地理
壶瓶山属于武陵山脉，位于武陵山脉的北端，海拔1000米以上的山峰有266座。它的面积约为600平方公里，全部属于石门县。壶瓶山的最高峰海拔2098.7米，是湖南省的第二高峰。:195
发源于壶瓶山的溪流有7条汇入澧水一级支流渫水，壶瓶山有100多处瀑布，如：象鼻子沟、纸棚河、黄莲河。:195:219“壶瓶飞瀑”是“常德十景”之一，包括飞瀑、喷瀑、滚瀑、帘瀑、线瀑等。:220壶瓶山的泉水包括温泉、喊泉、米汤泉、鱼泉、浑清泉、惊泉、偏泉、不溢泉等。:220

## 生物
壶瓶山有大量的动植物，目前被认定的有6500多种，其中包括脊椎动物570种，隶属4纲30目100科，有4145种昆虫，其中国家一级保护动物有金钱豹、云豹、林麝、金雕、中华秋沙鸭、东方白鹳、黑鹳、中华穿山甲等9种，国家二级重点保护动物有大鲵、红腹角雉、猕猴、中华鬣羚等49种。:219历史上曾生活着华南虎。
壶瓶山有2060种植物，维管植物227科1026属3080种，其中国家一级保护植物珙桐、光叶珙桐、银杏、红豆杉、南方红豆杉、钟萼木、水杉7种，水青树、连香树、鹅掌楸、长果安息香、香果树等29种国家二级保护植物。

### 华南虎放归自然试验区
2011年，国家林业局正式确定壶瓶山是华南虎放归自然试验区之一。

## 保护
1982年，湖南省人民政府批准正式成立壶瓶山省级自然保护区。1994年，中华人民共和国国务院批准设立壶瓶山国家级自然保护区。

## 文学
唐朝诗人李白流放时曾途经壶瓶山，留下：“壶瓶飞瀑布，洞口落桃花”的佳句。